# Asse de Blieux
Die Asse de Blieux ist ein Fluss in Frankreich, der im Département Alpes-de-Haute-Provence in der Region Provence-Alpes-Côte d’Azur verläuft. Sie entspringt im nordwestlichen Gemeindegebiet von Blieux, im Regionalen Naturpark Verdon, entwässert in einer Schleife von Südost nach Nordwest und mündet nach rund 23 Kilometern im Gemeindegebiet von Barrême als linker Nebenfluss in die Asse de Clumanc, die ab hier lediglich Asse genannt wird.

## Orte am Fluss
(Reihenfolge in Fließrichtung)
- Blieux
- Senez
- Barrême